# 里卡尔多·德马吉斯特里斯
里卡尔多·德马吉斯特里斯（義大利語：Riccardo De Magistris，1954年6月2日—），意大利前男子水球运动员。他曾代表意大利国家队参加1976年夏季奥林匹克运动会水球比赛，结果获得一枚银牌。